# Presidentens medborgarmedalj

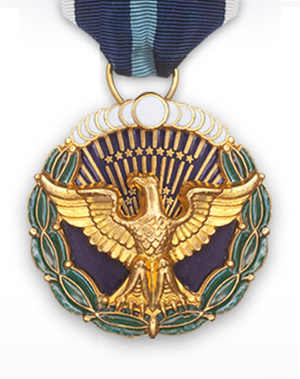
Medaljen.

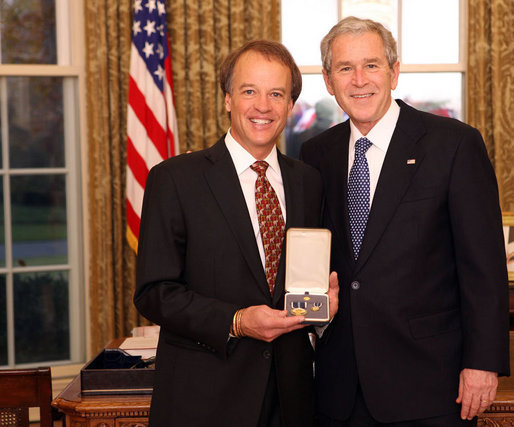
Ward Brehm mottar Presidentens medborgarmedalj från George W. Bush 2009 för sitt engagemang för Afrika.

Presidentens medborgarmedalj (engelska: Presidential Citizens Medal) är den högsta medborgarutmärkelsen i USA. Den enda medborgarutmärkelsen med högre rang är presidentens frihetsmedalj (engelska: Presidential Medal of Freedom). Priset instiftades av USA:s president Richard Nixon den 13 november 1969 med exekutivorder 11494 och det går till personer som gjort stora insatser för USA och dess folk.

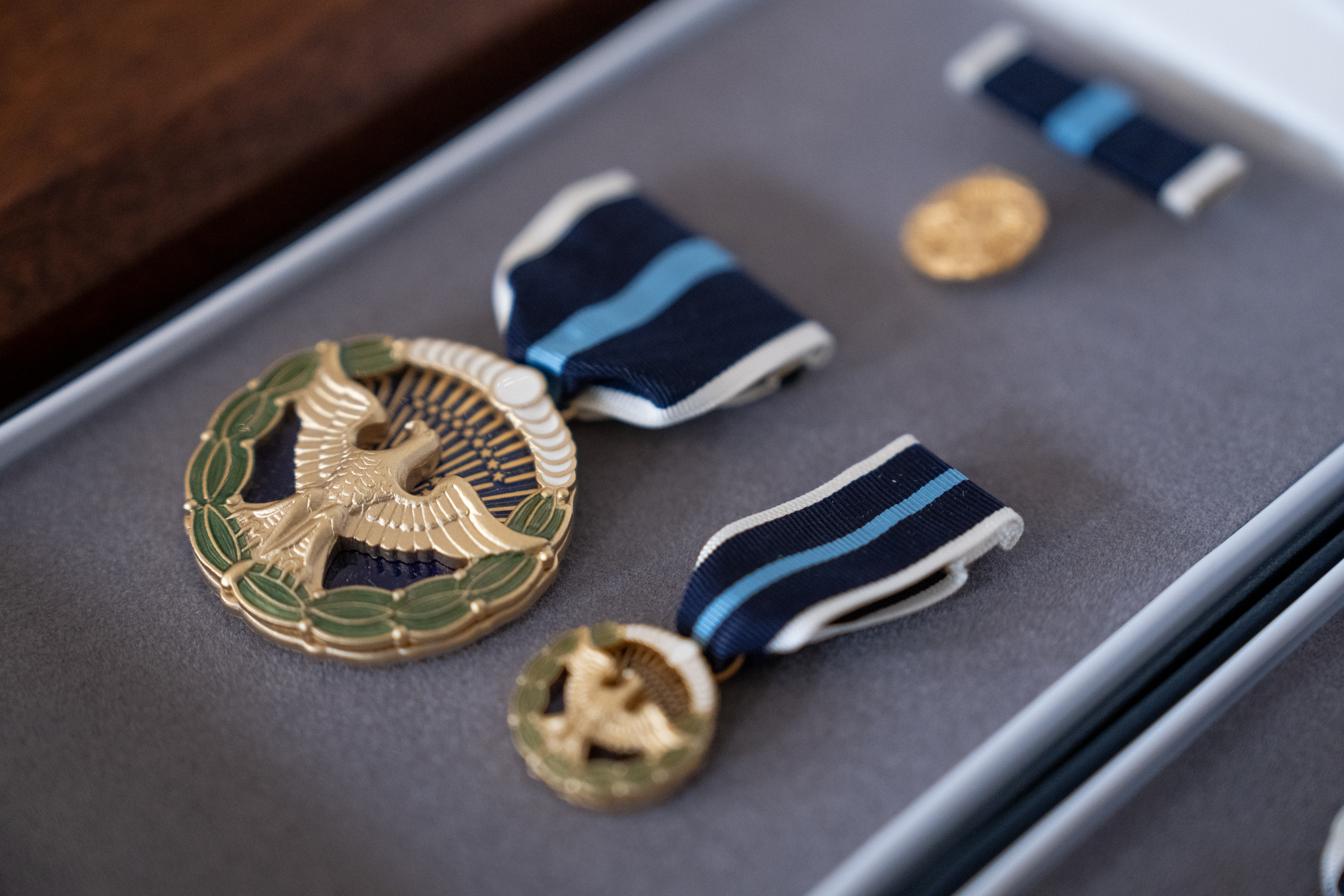
2025

Det delas årligen ut av presidenten. 

## Vinnare av priset
- Hank Aaron (2001)
- Albert Abramson (1998)
- David M. Abshire (1989)
- Muhammad Ali (2001)
- Juan Andrade (2001)
- Richard Lee Armitage
- Arnold O. Beckman (1989)
- Ezra Taft Benson (1989)
- Ruby Bridges (2001)
- Ronald H. Brown (2001) (Postum)
- Don R. Cameron (2001)
- Roberto Clemente (1973) (Postum)
- Bruce Cole
- Charles Colson (2008)
- Carol Coston, O.P. (2001)
- Archibald Cox (2001)
- Arthur Culvahouse Jr. (1989)
- Joe Delaney (1983) (Postum)
- Charles DeLisi (2001)
- Bob Dole (1989)
- Samuel Nelson Drew (1995) (Postum)
- Kenneth M. Duberstein (1989)
- Lawrence Eagleburger (1991)
- Edwin J. Feulner (1989)
- Zachary Fisher (1995)
- Robert C. Frasure (1995) (Postum)
- Robert M. Gates
- Robert P. George (2008)
- Dana Gioia (2008)
- C. Boyden Gray (1993)
- Jack Greenberg (2001)
- Elinor C. Guggenheimer (1997)
- Richard N. Haass (1991)
- Dorothy Height (1989)
- David Hermelin (2000) (Postum)
- Colonel William R. (Rich) Higgins (1992) (Postum)
- David D. Ho (2001)
- Bernice Young Jones (1996)
- I. King Jordan (2001)
- Max Kampelman (1989)
- Richard James Kerr (1991)
- Robert M. Kimmitt (1991)
- Russell Kirk (1989)
- Lane Kirkland (1989)
- Anthony Lewis (2001)
- Alan Lovelace (1981)
- Adair Margo
- Robert S. Martin (2008)
- Matthews-Dickey Boy's Club Founders (1982)
- Oseola McCarty (1995)
- Richard Meadows (1995) (Postum)
- Bob Michel (1989)
- Irene Morgan (2001)
- Constance Baker Motley (2001)
- William H. Natcher (1994)
- Claiborne Pell (1994)
- Pete Peterson (2000)
- Colin Powell -- General, US Army (ret) (1989)
- Anne Radice (2008)
- Helen Rodriguez-Trias (2001)
- Adele Rogers (1973)
- Edward L. Rowny (1989)
- Edward Roybal (2001)
- Robert Rubin (2001)
- Senator Warren B. Rudman (2001)
- Charles Ruff (2001) (Postum)
- Elbert Rutan (1986)
- Richard Rutan (1986)
- Rabbi Arthur Schneier (2001)
- Eli J. Segal (2001)
- John F. Seiberling (2001)
- John Sengstacke (2001) (Postum)
- The Rev. Fred Shuttlesworth (2001)
- Gary Sinise (2008)
- Larry Speakes (1987)
- Adrian St. John (1995)
- Elizabeth Taylor (2001)
- Strom Thurmond (1989)
- Raymond Weeks (1982)
- John C. Whitehead (1989)
- Marion Wiesel (2001)
- Patrisha Wright (2001)
- Sidney R. Yates (1993)
- Jeana Yeager (1986)